# Otacilia saszykaska
Espèce
Otacilia saszykaska est une espèce d'araignées aranéomorphes de la famille des Phrurolithidae.

## Distribution
Cette espèce est endémique de la province de Vientiane au Laos,. Elle se rencontre à Vang Vieng dans la grotte Tham Phoukham.

## Description
La carapace du mâle holotype mesure 1,00 mm de long sur 0,89 mm et l'abdomen 0,95 mm de long sur 0,68 mm et la carapace de la femelle paratype mesure 1,10 mm de long sur 0,91 mm et l'abdomen 1,14 mm de long sur 0,71 mm.

## Systématique et taxinomie
Cette espèce a été décrite par Jäger en 2022.

## Étymologie
Cette espèce est nommée en l'honneur de Sascha Packheiser, Szymon Przebinda,
Kasia Miętus et Kaja Szyszkowska.

## Publication originale
- Jäger, 2022 : « Otacilia tham spec. nov. and O. saszykaska spec. nov. from Laos, the first two cave-dwelling guardstone spiders (Arachnida: Araneae: Phrurolithidae). » Acta Arachnologica, vol. 71, no 2, p. 147-155 (texte intégral).